# Rio Luco
Luco, Lucos ou Lucuz (em latim: Lucus ou Loukkos; em árabe: واد لوكوس) é um rio do norte de Marrocos. Apesar de ser relativamente pouco extenso (cerca de 176 quilómetros), é o terceiro maior em Marrocos com um fluxo médio de 50 m³/s. O rio nasce nas Montanhas do Rife e deságua no Oceano Atlântico, na cidade de Larache. A bacia hidrográfica do Lucos é de 3,730 km² e atravessa uma das terras mais férteis e agrícolas do país.
Um dos afluentes do rio, o "rio da Ponte" de Bernardo Rodrigues, ou Uet Macasin (ou Mocazim, Makhazine, Mkhazen) tem uma grande importância histórica já que foi nas suas margens que se deu uma das batalhas mais decisivas na história de Marrocos: a Batalha de Alcácer Quibir. A armada desembarcada em Arzila tentava passar a Larache por terra pelo vau do Luco, para seguir da outra banda o caminho a Larache."

## História antiga
Lixo antigo está localizado na serra de Tchemmich, na margem direita do Luco, mesmo a norte do porto moderno de Larache. O site encontra-se dentro do perímetro urbano de Larache, e cerca de três quilómetros para o interior do Oceano Atlântico. De seus 80 metros acima da planície o site domina os pântanos por onde o rio corre.
Lixo foi estabelecida como uma colônia, depois dos navegadores fenícios atravessarem o Mar "Alboran" para chegar ao Oceano Atlântico. Entre as ruínas de Lixo encontram-se banhos, templos, muros do século IV a.C.,  mosaicos, e os restos intrincados do Capitólio.